# Kunga
Equus hemionus hemippus♂ × Equus asinus asinus♀
Parent mâle de l'hybridation 
   E. hemionus hemippus♂  
×

Parent femelle de l'hybridation 
  E. asinus asinus♀  
Le kunga ou kúnga était un équidé hybride utilisé comme animal de trait dans l'ancienne Syrie et en Mésopotamie. Il est le premier hybride connu créé par l'être humain. Il constituait un atout militaire et était une marque de statut économique et politique.
Les écrits cunéiformes dès le milieu du 3e millénaire avant notre ère décrivent l'animal comme un hybride mais n’indiquent pas les espèces génitrices. La paléogénomique moderne révèle qu'il s'agissait de la progéniture d'une ânesse domestiquée et d'un âne sauvage syrien mâle. Les kungas sont tombés en désuétude après l'introduction des chevaux domestiques dans la région à la fin du 3e millénaire avant notre ère.

## Équidés d'élite
Le cunéiforme du troisième millénaire avant notre ère du royaume d'Ebla et de la région mésopotamienne de Diyala nomme plusieurs types d'équidés (ANŠE, 𒀲), dont un spécifié comme le kúnga (ANŠE BAR.AN, 𒀲𒁇𒀭), qui apparaissent entre environ 2600 et 2000 avant notre ère, ; ces animaux coûteux, très appréciés par l'élite, étaient élevés à Nagar, dont les dirigeants les utilisaient eux-mêmes et monopolisaient leur production pour la distribution dans la région. Les archives d'Ebla rapportent des achats répétés coûteux d'équidés kúngas de Nagar, et c'est apparemment en relation avec ce commerce que les « hauts surintendants des auriges » et les responsables de l'entretien du troupeau d'Ebla kúngas se sont rendus à Nagar,. Le roi d'Ebla les offre en cadeau à d'autres souverains. Il a été suggéré que le commerce du kúnga était au cœur des économies des royaumes de la région et que l'affichage ostentatoire d'animaux aussi chers dans l'art officiel les associait directement à la royauté et au pouvoir. Une paire de sceaux de l'époque, dont un de Nagar, représente des équidés avec des dieux dans le royaume divin.

## Nature hybride
Les descriptions d'époque laissent entendre qu'il s'agissait d'hybrides, et indiquent que, comme la plupart des équidés hybrides, ils étaient stériles. Par exemple, les poulains sont décrits dans des troupeaux de pouponnières avec des ânes adultes ou des onagres et des poulains d'ânes, jamais avec des parents kúngas. La production aurait donc été un processus intensif : ils n'auraient pas établi de lignée domestiquée, améliorable par élevage sélectif, mais plutôt chaque kunga était produit de novo à partir des deux espèces parentales dans des élevages. De même, la nécessité d'acheter à plusieurs reprises de nouveaux animaux pour maintenir une écurie de kúngas indique qu'il n'y avait pas de reproduction de kungas.

## Archéologie

### Représentations

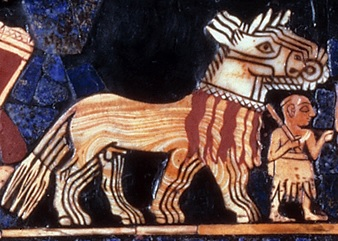
Détail de l'étendard d'Ur.

Les kúngas étaient utilisés comme animaux de trait, les mâles les plus petits ou les femelles étant utilisés pour tirer des charrues, alors qu'on retrouve les individus les plus forts dans des rôles plus cérémoniels ou martiaux, tirant les charriots de combat à quatre roues ou les chars des rois et des dieux. Ils apparaissent dans ce rôle dans des représentations officielles telles que l’étendard d'Ur, une mosaïque datant d'environ 2 600 ans avant notre ère, et de nombreux sceaux, tandis qu'un anneau de rêne similaire à ceux représentés dans l’étendard d'Ur a été trouvé à Ur, décoré d'un équidé. Ces représentations sont plus vraisemblablement des kungas que des ânes, qui n'apparaissent que dans des rôles de moindre importance. Des illustrations montrent ce qui semble être une équipe de remplacement de ces équidés, menée par des cordes passées à travers des anneaux placés dans leurs lèvres supérieures. Leur apparition dans l'art cunéiforme et les représentations officielles semble suivre un développement parallèle à celui des royautés de la région, suggérant que le kúnga constituait une marque de prestige utilisée à des fins propagandistes par les monarques.

### Sépultures
Les kúngas ont été impliqués dans des rituels funéraires, comme le montrent les registres de d’achat de harnais pour des funérailles de haut rang. Plus de quarante équidés ont été sacrifiés et enterrés cérémonieusement dans des tombes d'élite à Tell Umm el-Marra, en Syrie, dans des chambres séparées des sépultures d'humains adultes, mais beaucoup sont accompagnés de nourrissons humains présentant des signes de sacrifice. Ces kungas peuvent avoir été enterrés soit comme des offrandes aux divinités, soit comme des compagnons des élites humaines enterrées, de telles sépultures pouvant aussi avoir joué un rôle de légitimation pour les lignées royales et l'élite, les équidés « royaux » sacrifiés servant d’analogues aux rois humains. Comme le kúnga « supérieur » de l'écriture cunéiforme, ces équidés étaient tous des mâles, dont la taille variait de 1,19 m à 1,36 m. Il existe des défis inhérents à l'identification des espèces de squelettes d'équidés,, mais les équidés d'Umm el-Marra partageaient des signes de domestication tels que l'usure des mors et des preuves de fourrage plutôt que de pâturage,. Ils avaient un excès de surocclusion dentaire qui suggérait que tous représentaient une population commune d'équidés, tandis que leurs os mêlaient des caractéristiques d'onagre et d'âne, étant dimensionnés plus comme le premier, mais avec la plus grande robustesse du second, indiquant un hybride entre les deux espèces d'équidés,,. Un tel hybride aurait été plus fort et plus rapide que l'âne, tout en étant moins difficile à apprivoiser que l'âne sauvage syrien,.

## Paléogénomique
Des analyses génomiques, réalisées par E.Andrew Bennett et al., ont permis d’éclaircir l'origine des kungas. Les génomes de plusieurs squelettes ont été comparés avec ceux d'équidés existants et éteints, ce qui leur a permis de conclure, dans leur étude de janvier 2022, que les kungas étaient des progénitures hybride F1 d'ânes sauvages syriens mâles et d'ânesses domestiques, « puisque les hybrides interspécifiques d'équidés sont généralement stériles ou peu fertiles ».
Ces résultats font du kunga le plus ancien animal hybride créé par l'homme, antérieur au premier mulet d'environ 1 500 ans.

## Devenir
Le kunga a conservé son statut d'élite pendant un demi-millénaire mais a fini par être supplanté par les chevaux domestiques, introduits dans la région à la fin du troisième millénaire avant notre ère. Peu après, le cheval a pu remplir les rôles précédemment occupés par le kúnga, qui disparait rapidement des archives historiques. Un hybride similaire aurait été produit au zoo de Londres en 1883, mais l'extinction ultérieure de l'âne sauvage syrien rend désormais impossible la réédition de ce croisement.